# European Film Awards per il miglior attore

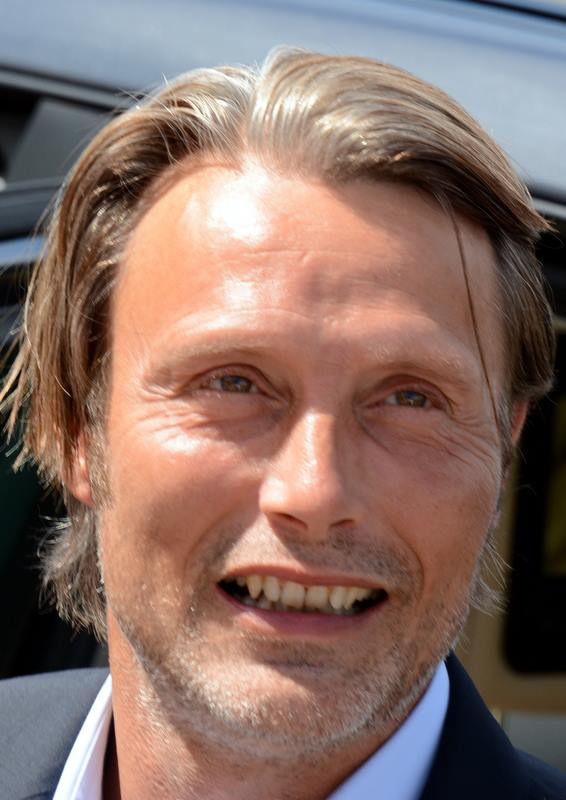
Mads Mikkelsen, due volte vincitore del premio

L'European Film Award per il miglior attore viene assegnato al miglior attore dell'anno dalla European Film Academy.
Gli unici attori ad essersi aggiudicati due volte il premio sono il danese Mads Mikkelsen, il francese Daniel Auteuil e l'italiano Toni Servillo.

## Vincitori e candidati
L'elenco mostra il vincitore di ogni anno, seguito dagli attori che hanno ricevuto una candidatura. Per ogni attore viene indicato il titolo del film in italiano e il titolo originale tra parentesi.

### 1980
- 1988
  - Max von Sydow - Pelle alla conquista del mondo (Pelle erobreren)
  - Udo Samel - Notturno (Mit meinen heißen Tränen)
  - Alfredo Landa - Il bosco animato (El bosque animado)
  - Klaus Maria Brandauer - La notte dei maghi (Hanussen)
  - Dorel Visan - Iacob
- 1989
  - Philippe Noiret - Nuovo Cinema Paradiso e La vita e niente altro (La vie et rien d'autre)
  - Davor Dujmović - Il tempo dei gitani (Dom za vesanje)
  - Károly Eperjes - A peso d'oro (Eldorádó)
  - Daniel Day-Lewis - Il mio piede sinistro (My Left Foot: The Story of Christy Brown)
  - Jozef Kroner - Ti, kojto si na nebeto

### 1990
- 1990
  - Kenneth Branagh - Enrico V (Henry V)
  - Gérard Depardieu - Cyrano de Bergerac
  - Philip Zandén - Skyddsängeln
- 1991
  - Michel Bouquet - Toto le héros - Un eroe di fine millennio
  - Richard Anconina - Le Petit Criminel
  - Claudio Amendola - Ultrà
- 1992
  - Matti Pellonpää - Vita da bohème (La vie de bohème)
  - Denis Lavant - Gli amanti del Pont-Neuf (Les amants du Pont-Neuf)
  - Enrico Lo Verso - Il ladro di bambini
- 1993
  - Daniel Auteuil - Un cuore in inverno (Un coeur en hiver)
  - Jan Decleir - Padre Daens (Daens)
  - Carlo Cecchi - Morte di un matematico napoletano
- 1996
  - Ian McKellen - Riccardo III (Richard III)
- 1997
  - Bob Hoskins - Ventiquattrosette (24 7: Twenty Four Seven)
  - Philippe Torreton - Capitan Conan (Capitaine Conan)
  - Jerzy Stuhr - Storie d'amore (Historie miłosne)
  - Mario Adorf - Rossini
- 1998
  - Roberto Benigni - La vita è bella
  - Javier Bardem - Carne trémula (Carne trémula)
  - Ulrich Thomsen - Festen - Festa in famiglia (Festen)
  - Peter Mullan - My Name Is Joe
- 1999
  - Ralph Fiennes - Sunshine
  - Rupert Everett - Un marito ideale (An Ideal Husband)
  - Anders W. Berthelsen - Mifune - Dogma 3 (Mifunes sidste sang)
  - Götz George - Nichts als die Wahrheit (Nichts als die Wahrheit)
  - Ray Winstone - Zona di guerra (The War Zone)
  - Philippe Torreton - Ricomincia da oggi (Ça commence aujourd'hui)

### 2000
- 2000
  - Sergi López - Harry, un amico vero (Harry un ami qui vous veut du bien)
  - Stellan Skarsgård - Aberdeen
  - Jamie Bell - Billy Elliot
  - Ingvar Eggert Sigurðsson - Angels of the Universe
  - Bruno Ganz - Pane e tulipani
  - Krzysztof Siwczyk - Wojaczek
- 2001
  - Ben Kingsley - Sexy Beast - L'ultimo colpo della bestia (Sexy Beast)
  - Jesper Christensen - La panchina (Bænken)
  - Michel Piccoli - Ritorno a casa (Je rentre à la maison)
  - Michael Caine, Tom Courtenay, David Hemmings, Bob Hoskins e Ray Winstone - L'ultimo bicchiere (Last Orders)
  - Branko Đurić - No Man's Land
  - Stellan Skarsgård - A torto o a ragione (Taking Sides)
- 2002
  - Sergio Castellitto - Ricette d'amore (Bella Martha) e L'ora di religione
  - Timothy Spall - Tutto o niente (All or Nothing)
  - Olivier Gourmet - Il figlio (Le fils)
  - Javier Cámara - Parla con lei (Hable con ella)
  - Javier Bardem - I lunedì al sole (Los lunes al sol)
  - Markku Peltola - L'uomo senza passato (Mies vailla menneisyyttä)
  - Martin Compston - Sweet Sixteen
- 2003
  - Daniel Brühl - Good Bye, Lenin!
  - Chiwetel Ejiofor - Piccoli affari sporchi (Dirty Pretty Things)
  - Jean Rochefort - L'uomo del treno (L'homme du train)
  - Luigi Lo Cascio - La meglio gioventù
  - Tómas Lemarquis - Nói albinói
  - Bruno Todeschini - Son frère
- 2004
  - Javier Bardem - Mare dentro (Mar adentro)
  - Gérard Jugnot - Les choristes - I ragazzi del coro (Les choristes)
  - Daniel Brühl - The Edukators (Die Fetten Jahre sind vorbei)
  - Birol Ünel - La sposa turca (Gegen die Wand)
  - Bogdan Stupka - Svoi
  - Bruno Ganz - La caduta - Gli ultimi giorni di Hitler (Der Untergang)
- 2005
  - Daniel Auteuil - Niente da nascondere (Caché)
  - Henry Hübchen - Zucker!... come diventare ebreo in 7 giorni (Alles auf Zucker!)
  - Ulrich Thomsen - Non desiderare la donna d'altri (Brødre)
  - Romain Duris - Tutti i battiti del mio cuore (De battre mon coeur s'est arrêté)
  - Jérémie Renier - L'Enfant - Una storia d'amore (L'Enfant)
  - Ulrich Matthes - Der neunte Tag
- 2006
  - Ulrich Mühe - Le vite degli altri (Das Leben der Anderen)
  - Silvio Orlando - Il caimano
  - Jesper Christensen - Gli innocenti (Drabet)
  - Mads Mikkelsen - Dopo il matrimonio (Efter brylluppet)
  - Patrick Chesnais - Je ne suis pas là pour être aimé
  - Cillian Murphy - Il vento che accarezza l'erba (The Wind That Shakes the Barley) e Breakfast on Pluto
- 2007
  - Sasson Gabai - La banda (Bikur Ha-Tizmoret)
  - Michel Piccoli - Bella sempre
  - Miki Manojlović - Irina Palm - Il talento di una donna inglese (Irina Palm)
  - James McAvoy - L'ultimo re di Scozia (The Last King of Scotland)
  - Elio Germano - Mio fratello è figlio unico
  - Ben Whishaw - Profumo - Storia di un assassino (Perfume: The Story of a Murderer)
- 2008
  - Toni Servillo - Gomorra e Il divo
  - Michael Fassbender - Hunger
  - Thure Lindhardt e Mads Mikkelsen - L'ombra del nemico (Flammen & Citronen)
  - James McAvoy - Espiazione (Atonement)
  - Jürgen Vogel - L'onda (Die Welle)
  - Elmar Wepper - Kirschblüten - Hanami
- 2009
  - Tahar Rahim - Il profeta (Un prophète)
  - Steve Evets - Il mio amico Eric (Looking for Eric)
  - Moritz Bleibtreu - La banda Baader Meinhof (Der Baader Meinhof Komplex)
  - Dev Patel - The Millionaire (Slumdog Millionaire)
  - David Kross - The Reader - A voce alta (The Reader)
  - Filippo Timi - Vincere

### 2010
- 2010
  - Ewan McGregor - L'uomo nell'ombra (The Ghost Writer)
  - Jakob Cedergren - Submarino
  - Elio Germano - La nostra vita
  - George Pistereanu - Se voglio fischiare, fischio (Eu cand vreau sa fluier, fluier)
  - Luis Tosar - Cella 211 (Celda 211)
- 2011
  - Colin Firth - Il discorso del re (The King's Speech)
  - Jean Dujardin - The Artist
  - Mikael Persbrandt - In un mondo migliore (Hævnen)
  - Michel Piccoli - Habemus Papam
  - André Wilms - Miracolo a Le Havre (Le Havre)
- 2012
  - Jean-Louis Trintignant - Amour
  - François Cluzet e Omar Sy - Quasi amici - Intouchables (Intouchables)
  - Michael Fassbender - Shame
  - Mads Mikkelsen - Il sospetto (Jagten)
  - Gary Oldman - La talpa (Tinker Tailor Soldier Spy)
- 2013
  - Toni Servillo - La grande bellezza
  - Jude Law - Anna Karenina
  - Johan Heldenbergh - Alabama Monroe - Una storia d'amore (The Broken Circle Breakdown)
  - Fabrice Luchini - Nella casa (Dans la maison)
  - Tom Schilling - Oh Boy - Un caffè a Berlino (Oh Boy!)
- 2014
  - Timothy Spall - Turner (Mr. Turner)
  - Brendan Gleeson - Calvario
  - Tom Hardy - Locke
  - Alexey Serebryakov - Leviathan (Leviafan)
  - Stellan Skarsgård - Nymphomaniac
- 2015
  - Michael Caine - Youth - La giovinezza (Youth)
  - Tom Courtenay - 45 anni (45 Years)
  - Colin Farrell - The Lobster
  - Christian Friedel - Elser - 13 minuti che non cambiarono la storia (Elser – Er hätte die Welt verändert)
  - Vincent Lindon - La legge del mercato (La loi du marché)
- 2016
  - Peter Simonischek - Vi presento Toni Erdmann (Toni Erdmann)
  - Javier Cámara - Truman - Un vero amico è per sempre (Truman)
  - Hugh Grant - Florence (Florence Foster Jenkins)
  - Dave Johns - Io, Daniel Blake (I, Daniel Blake)
  - Burghart Klaußner - Lo Stato contro Fritz Bauer (Der Staat gegen Fritz Bauer)
  - Rolf Lassgård - Mr. Ove (En man som heter Ove)
- 2017
  - Claes Bang - The Square
  - Colin Farrell - Il sacrificio del cervo sacro (The Killing of a Sacred Deer)
  - Josef Hader - Stefan Zweig: Farewell to Europe
  - Nahuel Pérez Biscayart - 120 battiti al minuto (120 battements par minute)
  - Jean-Louis Trintignant - Happy End
- 2018
  - Marcello Fonte - Dogman
  - Jakob Cedergren - Il colpevole - The Guilty (Den skyldige)
  - Rupert Everett - The Happy Prince - L'ultimo ritratto di Oscar Wilde (The Happy Prince)
  - Sverrir Gudnason - Borg McEnroe
  - Tomasz Kot - Cold War (Zimna wojna)
  - Victor Polster - Girl
- 2019
  - Antonio Banderas - Dolor y gloria
  - Jean Dujardin - L'ufficiale e la spia (J'accuse)
  - Pierfrancesco Favino - Il traditore
  - Levan Gelbakhiani - And Then We Danced (Da chven vitsek'vet)
  - Ingvar Eggert Sigurðsson - A White, White Day - Segreti nella nebbia (Hvítur, hvítur dagur)
  - Alexander Scheer - Gundermann

### 2020
- 2020
  -  Mads Mikkelsen – Un altro giro (Druk)
  -  Bartosz Bielenia – Corpus Christi (Boże Ciało)
  -  Goran Bogdan – Otac
  -  Elio Germano – Volevo nascondermi
  -  Luca Marinelli – Martin Eden
  -  Viggo Mortensen – Falling - Storia di un padre (Falling)
- 2021
  -  Anthony Hopkins – The Father - Nulla è come sembra (The Father)
  -  Jurij Borisov – Scompartimento n. 6 - In viaggio con il destino (Hytti nro 6)
  -  Vincent Lindon – Titane
  -  Tahar Rahim – The Mauritanian
  -  Franz Rogowski – Große Freiheit
- 2022
  -  Zlatko Burić – Triangle of Sadness
  -  Eden Dambrine – Close
  -  Pierfrancesco Favino – Nostalgia
  -  Elliott Crosset Hove – Godland - Nella terra di Dio (Godland)
  -  Paul Mescal – Aftersun
- 2023
  -  Mads Mikkelsen – La terra promessa (Bastarden)
  -  Thomas Schubert – Il cielo brucia (Roter Himmel)
  -  Jussi Vatanen – Foglie al vento (Kuolleet lehdet)
  -  Josh O'Connor – La chimera
  -  Christian Friedel – La zona d'interesse (The Zone of Interest)
- 2024
  -  Abou Sangare – La storia di Souleymane (L'Histoire de Souleymane)
  -  Daniel Craig – Queer
  -  Lars Eidinger – Sterben
  -  Ralph Fiennes – Conclave
  -  Franz Rogowski – Bird